# Carsten Søndergaard
Carsten Søndergaard (* 8. August 1952) ist ein dänischer Diplomat.

## Leben
Er studierte Politikwissenschaften an der Universität Aarhus und schloss 1979 mit einem Master ab. Noch im gleichen Jahr wurde er Abteilungsleiter im dänischen Außenministerium. 1983 ging er dann als erster Sekretär an die dänische Botschaft in den USA nach Washington, D.C. 1986 kehrte er als Abteilungsleiter zurück ins Außenministerium, bis er dann 1990 als Berater in der dänischen Botschaft im Vereinigten Königreich in London tätig wurde. Von 1992 bis 1999 arbeitete er wiederum als Abteilungsleiter im Außenministerium, bis er dann 1999 dänischer Botschafter in der Türkei wurde. 2001 wurde er Botschafter für EU-Angelegenheiten. Im gleichen Jahr wurde er Staatssekretär für Außen- und Sicherheitspolitik, EU-Politik und EU-Koordinierung. Es folgte von 2005 bis 2010 ein Einsatz als dänischer Botschafter in Deutschland. 2010 wurde er dann Ständiger Vertreter Dänemarks bei der NATO und 2014 in Irland. Seit 2018 ist er dänischer Botschafter in Russland.
Søndergaard ist Kommandeur des Dannebrogordens.

## Familie und Persönliches
Er ist mit Lone Søndergaard verheiratet und Vater von drei Söhnen.